# تفاعل سمحاقي
التفاعل السمحاقي هوَ تكوين عظم جديد استجابة للإصابة أو المحفزات الأخرى للسمحاق المحيط بالعظم. غالبًا ما يُحدد على أفلام الأشعة السينية للعظام.

## سبب
يمكن أن ينتج تفاعل السمحاق عن عدد كبير من الأسباب، بما في ذلك الإصابة والتهيج المزمن بسبب حالة طبية مثل: اعتلال العظام الضخامي، وشفاء العظام استجابة للكسر، وكسر الإجهاد المزمن، والأورام الدموية تحت السمحاق، والتهاب العظم والنقي، وسرطان العظام. قد يحدث أيضًا كجزء من الغدة الدرقية، وهيَ علامة شديدة على اضطراب الغدة الدرقية المناعي الذاتي داء غريفز.[بحاجة لمصدر]
تشمل الأسباب الأخرى مرض مينكيس للشعر الغريب وفرط فيتامين أ.
قد يستغرق الأمر حوالي ثلاثة أسابيع حتى يظهر.

## التشخيص
يمكن أن يكون المظهر المورفولوجي (علم التشكل) مفيدًا في تحديد سبب تفاعل السمحاق (على سبيل المثال: في حالة وجود ميزات أخرى لالتهاب السمحاق)، ولكنه عادة لا يكفي ليكون نهائيًا. يمكن المساعدة في التشخيص من خلال تحديد ما إذا كان تكوين العظام موضعيًا إلى نقطة معينة أو معممًا على منطقة واسعة، سيعطي ظهور العظم المجاور أدلة على أي من هذه هو السبب الأكثر احتمالًا.[بحاجة لمصدر]
تشمل المظاهر الصلبة، مغلفة، متبلة، ومثلث كودمان.